# McCallie Rocks
McCallie Rocks är en kulle i Antarktis. Den ligger i Östantarktis. Australien gör anspråk på området.
Terrängen runt McCallie Rocks är varierad. Havet är nära McCallie Rocks åt nordväst. Trakten är obefolkad. Det finns inga samhällen i närheten.